# Dolomiten-Cup
Der Dolomiten-Cup ist ein Vorbereitungsturnier für Eishockeymannschaften und wurde im Jahr 2006 erstmals ausgetragen. Veranstalter ist der italienische Club Hockey Club Neumarkt. Obwohl er in Italien stattfindet (das Spielfeld hat sich im Laufe der Jahre mehrmals geändert, aber immer in der Provinz Bozen), nehmen Mannschaften der Deutschen Eishockey Liga teil, die meist von Mannschaften, die in der EBEL und in der National League spielen, integriert werden.
Die Idee für das Turnier kommt daher, dass die Mannschaften der Deutschen Eishockey Liga oft das Trentino-Südtirol für ihre Saisonvorbereitung wählen.

## Sieger und Teilnehmern
| Jahr | Stadt (Eishalle)                                                                  | Sieger                              | Andere Teilnehmer                                                             |
| ---- | --------------------------------------------------------------------------------- | ----------------------------------- | ----------------------------------------------------------------------------- |
| 2006 | Meran (MeranArena)                                                                | Frankfurt Lions                     | 2. Genève-Servette HC 3. Augsburger Panther 4. HC Neumarkt Select             |
| 2007 | Bruneck (Rienzstadion)                                                            | Frankfurt Lions                     | 2. HC Innsbruck 3. ERC Ingolstadt 4. Italienische Olympiamannschaft           |
| 2008 | Sterzing (DiscoArena) Bruneck (Rienzstadion)                                      | Frankfurt Lions                     | 2. SC Langnau 3. HC Innsbruck 4. Italien U-25                                 |
| 2009 | Wolkenstein in Gröden (Pranives) Meran (MeranArena) Bruneck (Leitner Solar Arena) | Kölner Haie                         | 2. EV Zug 3. EHC Linz 4. Italien U-25                                         |
| 2010 | Bruneck (Leitner Solar Arena)                                                     | EV Zug                              | 2. Nürnberg Ice Tigers                                                        |
| 2011 | Neumarkt (WürthArena) Bruneck (Leitner Solar Arena)                               | EHC Red Bull München                | 2. Klagenfurter AC 3. HC Pustertal 4. Italienische Olympiamannschaft          |
| 2012 | Neumarkt (WürthArena) Bruneck (Leitner Solar Arena)                               | HC Lugano                           | 2. Iserlohn Roosters 3. EHC Linz 4. Lørenskog IK 5. HC Pustertal              |
| 2013 | Neumarkt (WürthArena) Bruneck (Leitner Solar Arena)                               | Augsburger Panther                  | 2. EC VSV 3. HC Pustertal 4. SC Langnau 5. Grizzlys Wolfsburg 6. HC Innsbruck |
| 2014 | Neumarkt (WürthArena) Bruneck (Leitner Solar Arena)                               | Augsburger Panther                  | 2. Schwenninger Wild Wings 3. HC Ambrì-Piotta 4. Lørenskog IK 5. HC Olten     |
| 2015 | Neumarkt (WürthArena)                                                             | EHC Kloten                          | 2. ERC Ingolstadt 3. Adler Mannheim 4. HC Sparta Prag                         |
| 2016 | Neumarkt (WürthArena)                                                             | Augsburger Panther                  | 2. Nürnberg Ice Tigers 3. Klagenfurter AC 4. HC Kometa Brno                   |
| 2017 | Neumarkt (WürthArena)                                                             | EV Zug                              | 2. Augsburger Panther 3. Gap HC 4. Nürnberg Ice Tigers                        |
| 2018 | Neumarkt (WürthArena)                                                             | Augsburger Panther                  | 2. EV Zug 3. HC Bozen 4. Düsseldorfer EG                                      |
| 2019 | Neumarkt (WürthArena)                                                             | Augsburger Panther                  | 2. SC Bern 3. Vålerenga Ishockey 4. Eisbären Berlin                           |
| 2020 |                                                                                   | Abgesagt wegen Coronavirus-Pandemie | Abgesagt wegen Coronavirus-Pandemie                                           |
| 2021 | Neumarkt (WürthArena)                                                             | EHC Biel                            | 2. Augsburger Panther 3. Eisbären Berlin 4. Italienische Olympiamannschaft    |